# Stéphane Freiss

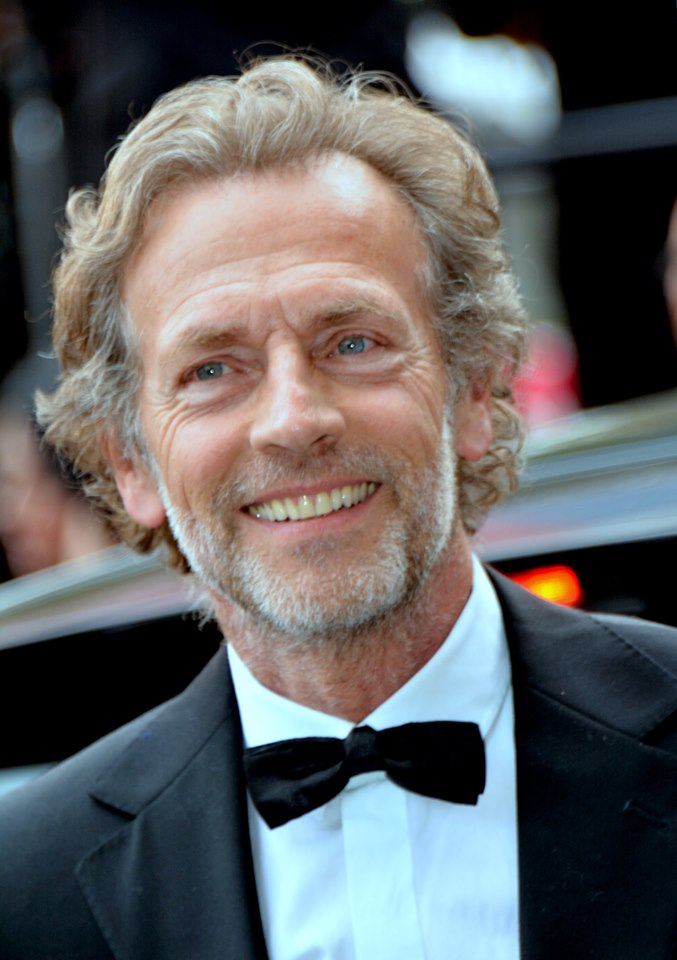
Stéphane Freiss (2019)

Stéphane Freiss (* 22. November 1960 in Paris, Frankreich) ist ein französischer Schauspieler.

## Biografie
Stéphane Freiss studierte ursprünglich Geschichtswissenschaften an der Universität Paris-Nanterre, was er zu Gunsten eines Schauspielstudiums bei Yves Pignot abbrach. 1985 machte er seinen Abschluss an der Universität Paris-Nanterre. Bereits zuvor spielte er Theater und 1983 in Léonard Keigels Fernsehfilm Vichy dancing mit. Sein Leinwanddebüt gab er in dem 1984 erschienenen und von David Hamilton inszenierten Liebesdrama Erste Sehnsucht an der Seite von Monica Broeke, Anja Schüte und Patrick Bauchau. Für seine Darstellung des Aurèle in Philippe de Brocas Historienfilm Chouans! – Revolution und Leidenschaft wurde Freiss bei der Verleihung des französischen Filmpreises César 1989 als Bester Nachwuchsdarsteller ausgezeichnet.

## Filmografie (Auswahl)
- 1983: Vichy dancing

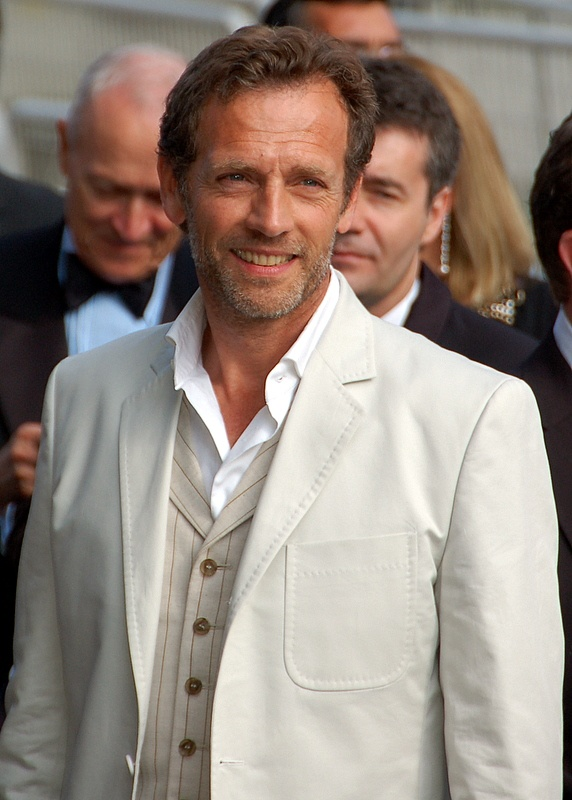
Stéphane Freiss (2008)

- 1984: Erste Sehnsucht (Premiers désirs)
- 1985: Vogelfrei (Sans toit ni loi)
- 1986: Känguruh Komplex – Der Mann mit dem Babytick (Le complexe du kangourou)
- 1988: Chouans! – Revolution und Leidenschaft (Chouans!)
- 1989: Dunkle Leidenschaft (Les bois noirs)
- 1990: Die Hure des Königs (La putain du roi)
- 1990: Sheherazade – Mit 1001 PS ins Abenteuer (Les 1001 nuits)
- 1991: Dark Line – Im Koma auf dem Weg ins Jenseits (La tribu)
- 1995: Farinet (Farinet, héros et hors-la-loi)
- 1998: Clarissa – Tränen der Zärtlichkeit (Clarissa)
- 2001: Betty Fisher et autres histoires
- 2003: Crime Spree – Ein gefährlicher Auftrag (Crime Spree)
- 2003: Monsieur N.
- 2004: 5×2 – Fünf mal zwei (5×2)
- 2005: München (Munich)
- 2006: Im Bann der Südsee (Les aventuriers des mers du Sud)
- 2007: Autopsy – Bis dass der Tod uns scheidet (Autopsy)
- 2008: Schwarzer Schmetterling (Papillon noir)
- 2008: Willkommen bei den Sch’tis (Bienvenue chez les Ch’tis)
- 2009: Der kleine Haustyrann (Trésor)
- 2010: Hereafter – Das Leben danach (Hereafter)
- 2010–2011: Bartolis Gesetz (La loi selon Bartoli) (Mehrteiler, drei Folgen)
- 2013: Ein ganz anderes Leben (Une autre vie)
- 2014: My Old Lady – Eine Erbschaft in Paris (My Old Lady)
- 2020: Call My Agent! (Dix pour cent) (Fernsehserie, fünf Folgen)

## Auszeichnung (Auswahl)
- César 1989: Bester Nachwuchsdarsteller für Chouans! – Revolution und Leidenschaft